# Tachyusida gracilis
Tachyusida gracilis är en skalbaggsart som först beskrevs av Wilhelm Ferdinand Erichson 1837.  Tachyusida gracilis ingår i släktet Tachyusida, och familjen kortvingar. Enligt den svenska rödlistan är arten sårbar i Sverige. Arten förekommer på Öland och Götaland. Artens livsmiljö är skogslandskap, jordbrukslandskap.